# Постников, Виктор Гаврилович
Виктор Гаврилович Постников (9 апреля [21 апреля] 1897—1957) — советский живописец, график. Первый председатель краевого Союза северных художников.
Виктор Постников родился в 1897 году в Архангельске. С 1920 по 1921 гг. учился в Московском Строгановском художественно-промышленном училище, а потом в Высших художественно-технических мастерских.
В 1924 — один из организаторов Товарищества северных художников. В 1935 — один из организаторов и первый председатель краевого Союза северных художников. В 1936 — участник Первой краевой выставки картин Союза северных художников.
По окончании учёбы работал в Архангельске. В 1942—1943 гг. был одним из учредителей Союза художников Коми АССР. Впоследствии возглавил созданный в 1943 году Республиканский художественный музей.
Сотрудничал с книжными издательствами. Член Союза художников СССР с 1938 года.
Умер в 1957 году в Сыктывкаре.

## Основные работы
- «На лесном складе» (1952 г.),
- «Зимой в Сыктывкаре» (1946 г.),
- «Бабушкинский избирательный участок» (1946 г.),
- «Улица Орджоникидзе в Сыктывкаре» (1942 г.),
- «Дом в Сыктывкаре, в котором жил И. А. Куратов» (1949 г.),
- «Подвиг Героя Советского Союза В. П. Кислякова. 1942»